# کااو

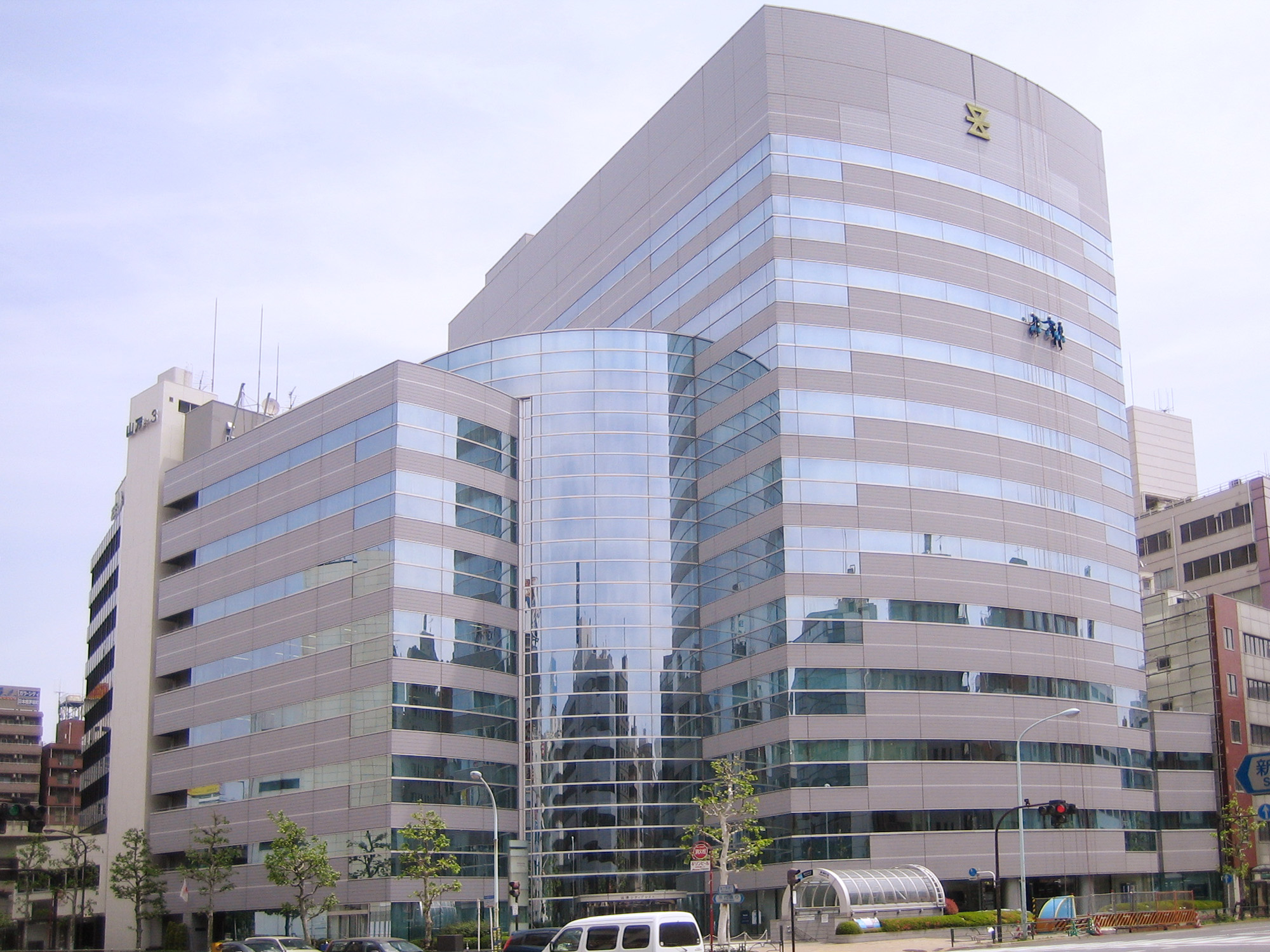
ساختمان مرکزی کااو

کااو (به ژاپنی: 花王株式会社) شرکت مراقبت‌های شخصی ژاپنی است، که در زمینه تولید لوازم آرایشی، داروهای شیمیایی، محصولات بهداشتی، شوینده‌های مصنوعی و مواد شیمیایی فعالیت می‌نماید.
شرکت کااو در سال ۱۸۸۷ توسط تومیرو ناگاسه راه‌اندازی شد و در حال حاضر پس از شرکت‌های لورئال، پروکتر اند گمبل، یونیلیور، استه لودر، شیسیدو و اوان پروداکتس، در رتبه هفتم از بزرگترین تولیدکنندگان لوازم آرایشی جهان قرار دارد.
دفتر مرکزی این شرکت در نیهونباشی، چوئو، توکیو، ژاپن مستقر می‌باشد و بخشی از سهام آن در بازار بورس توکیو معامله می‌شود.